# 半側空間無視
半側空間無視（はんそくくうかんむし、英：hemispatial neglect, unilateral spatial neglect）とは、大脳半球が障害されて半側からのあらゆる刺激を認識できなくなる症候のことである。失認の一種。

## 原因
大脳半球の障害によって、障害された大脳半球の対側からの刺激が認識できなくなってしまうことが原因である。右半球障害による左側半側空間無視が一般的である。左半球障害による右側半側空間無視も存在するが、左半球障害が起こると通常失語症が前面に出てくる。左眼が失明している場合も多いが、見えていることもあり、半盲とは別の病気と捉えられる。網膜に投射された情報は、視索を通り、視床の外側膝状体でニューロンを代え、ブロードマンの分類による17野に投射される。その後頭頂葉で情報として、処理される。右半球が処理するのは、両眼の左側の視野なので、そこが破壊されると見えていても情報として認識されないため、表現できないのである。半側空間無視の患者に見た物の絵を描いてもらうと、左側の欠けた絵となる。

## 症状
- 半側の刺激を無視する。

半側空間無視で重要なのは、患者自身は半側を無視しているということに気付かないことである。そのため、食事の際に半側の料理にまったく手をつけていないにもかかわらず、本人は全部食べたと自覚していることも多い。また、たとえ自覚しうる側のものであっても、それを注視するとやはりそこでも半側空間無視が起こる。たとえば、左側空間無視であれば、患者から見て左側の料理には手をつけず、右側にある料理も右半分しか手が付けられないといった具合である。これはたまねぎ現象とも呼ばれる。

## 検査
- 線分抹消検査
紙に書いた線分を1つ1つ消していく検査。
- 線分二等分検査
紙に書いた線分の中央に丸を付けていく検査。

上記のいずれの検査でも障害側にはまったく手が付けられない。
- 絵画描画
絵を模写させる検査。

障害側が完全に欠落した絵を描く。

## 治療
脳機能を完全に修復することはまだ不可能である以上、半側空間無視を治療することもできない。そのため、患者自身に自覚させることが非常に重要となる。また、周囲の人間が患者に接するときも、障害されていない側から話しかけるといった配慮が必要となる。

## 日本語のオープンアクセス文献
- 前田真治「半側空間無視」 高次脳機能研究, 28, pp.214-223 (2008), doi:10.2496/hbfr.28.214
- 杉本諭 「半側無視の評価」理学療法科学 Vol.12, No.3 (1997) pp.155-161NAID 10026625819, doi:10.1589/rika.12.155
- 前島伸一郎「半側無視の下位分類」 高次脳機能研究, Vol. 26 (2006) , No. 3 pp.235-244, NAID 10018360227
- 小林春彦「18歳のビッグバン―見えない障害を抱えて生きるということ」(2015) ISBN 978-4871541381